# 팝콘과 나초
《팝콘과 나초》는 JTBC의 프로그램이었고 영화를 소개하거나 영화 관련 내용으로 하는 내용으로 근작 소개와 비평을 전하는 ‘영화관’ 두 가지 영화를 비교 분석하는 ‘영화상박’ 영화에 대한 전문기자들의 갑론을박을 듣는 ‘찍히면 죽는다’ 코너로 구성되는 프로그램이다.

## 같이 보기
- 씨네포트 (KNN)
- 출발! 비디오 여행 (MBC TV)
- 접속! 무비월드 (SBS TV)
- 영화가 좋다 (KBS 2TV)